# Saiha (huyện)
Huyện Saiha là một huyện thuộc bang Mizoram, Ấn Độ. Thủ phủ huyện Saiha đóng ở Saiha. Huyện Saiha có diện tích 1414 ki lô mét vuông. Đến thời điểm năm 2001, huyện Saiha có dân số 60823 người.